# Шешер кобита
Шешер кобита (бенг. শেষের কবিতা) — роман индийского писателя Рабиндраната Тагора, классическое произведение бенгальской литературы XX века. Роман был переведён на русский язык под названием «Последняя поэма» и «Поэма о конце».

## История
Изначально Тагор собирался написать небольшую новеллу, озаглавленную в черновиках как Мита, которая вскоре переросла в полноценный роман. К концу июня 1928 года был готов первый черновик романа. В то время Рабиндранат Тагор гостил у своего учителя, Браджендры Натха Сеалы в Бангалоре. Роман поглавно печатался в журнале Probasi с сентября 1928 по март 1929 годов. В 1929 году вышло полное издание романа.

## Сюжет
В центре сюжета — любовная история Амита Рая и Лабаньи. Главный герой — образованный, талантливый и романтичный молодой человек с тонким художественным вкусом и тягой к прекрасному. Амит пишет стихи, скрывая своё авторство под псевдонимом Нибаран Чакраварти. Получив юридическое образование в Оксфорде, главный герой проживает состояние своего отца и ведёт образ жизни беззаботного интеллектуала. Амит представляет собой высшие слои бенгальского общества, смешавшие в себе черты английской и бенгальской культур. Он считает себя человеком интеллектуальным и стоит в оппозиции к английской культуре, которой не хочет подражать, но и противопоставляет себя всем формам проявления индийских традиций. Ему нравится делать вещи не как все. Он не следует моде и одевается в своём стиле, так как считает, что мода это маска, не показывающая личной красоты человека. Амит любит женское общество, но отказывается жениться, так как ищет женщину, которая была бы так же образована и интеллектуально развита, как он сам.
Амит впервые встречает Лабанью на горе Шиллонг. Их автомобили сталкиваются, героям чудом удается избежать смерти. Амит узнает в Лабанье ту самую родственную душу, которую он давно искал. Герои общаются друг с другом через письма и стихи. Возвышенный Амит видит, что Лабанья более приземленная. Он пробуждает в ней и взращивает эмоциональную чувственность, но всё же Лабанья не становится такой мечтательницей, как её возлюбленный. Даже в моменты высочайшего эмоционального подъёма и глубочайшего чувства любви, она не забывает о своей цели: тихой и спокойной семейной жизни. Амит не подходит для семейного счастья, вечно витающий в облаках и поглощённый своими мечтами, он воспринимает любовь совсем по-другому. Лабанья переживает, что не может соответствовать его любви и чувствам.
В конце концов появляется Кэти Миттер, невеста Амита, что полностью разрушает мечты Лабаньи. Она видит пропасть, разделяющую ее и Амита. Кэти Миттер, так же как и Амит, принадлежит к вестернизированным индийцам. В романе Кэти описывается довольно саркастично. Она изменила свое настоящее имя, Кетаки, на английский манер, и всячески подчеркивает свой статус и принадлежность к западной культуре. Кэти курит, чтобы противопоставить себя индийским женщинам. Амит сообщает Кэти, что скоро состоится его брак с Лабаньей, но Кэти показывает ему обручальное кольцо и напоминает об их помолвке, слёзы льются по её щекам. Лабанья не может позволить так унижать возлюбленного, но и не хочет, чтобы Амит играл жизнью Кэти. Лабанья вспоминает о Шобханлале, униженном её высокомерным отказом. Она не прощает себя за свою жестокость в прошлом и решается согласиться на брак с ним. Амит также выполняет обещание и женится на Кэти. Влюбленные решаются на такой шаг из-за страха, что совместная супружеская жизнь и быт уничтожат чистое чувство, которое они испытывают друг к другу. В конце Лабанья пишет прощальное письмо-стихотворение Амиту.

## Экранизация
- В 2014 году вышел фильм Shesher Kobita по книге. Режиссер: Суман Мукхопадхьяй, в главных ролях: Конкона Сен Шарма[англ.] (Лабанья) и Рахул Бозе (Амат)[3].
- По книге был поставлен одноимённый радиоспектакль, находящийся в свободном доступе[4].
- В фильме 1981 года «Вам и не снилось…» прозвучала песня с текстом, частично основанным на прощальном письме Лабаньи. Перевод — Аделины Адалис в исполнении Ирины Отиевой и Веры Соколовой, музыка — Алексея Рыбникова.